# Triatlon op de Middellandse Zeespelen 2018
Triatlon is een van de sporten die beoefend werden tijdens de Middellandse Zeespelen 2018 in Tarragona, Spanje. Er werd gestreden om de medailles bij de mannen en de vrouwen.

## Uitslagen
| Event   | Goud              | Zilver                | Brons                |
| ------- | ----------------- | --------------------- | -------------------- |
| Mannen  | João José Pereira | Antonio Serrat Seoane | Antonio Benito López |
| Vrouwen | Melanie Santos    | Anna Godoy Contreras  | Federica Padori      |

## Medaillespiegel
| Plaats | Land     | Goud | Zilver | Brons | Totaal |
| 1      | Portugal | 2    | 0      | 0     | 2      |
| 2      | Spanje   | 0    | 2      | 1     | 3      |
| 2      | Italië   | 0    | 0      | 1     | 1      |
| Totaal | Totaal   | 2    | 2      | 2     | 6      |

2018
Atletiek · Badminton · Basketbal · Bocce · Boksen · Boogschieten · Gewichtheffen · Golf · Gymnastiek · Handbal · Judo · Kanovaren · Karate · Paardensport · Roeien · Schermen · Schietsport · Taekwondo · Tafeltennis · Tennis · Triatlon · Voetbal · Volleybal · Waterpolo · Waterskiën · Wielersport · Worstelen · Zeilen · Zwemmen